# Jennifer Pertsch
Jennifer Pertsch é uma escritora e produtora canadense e uma das sócias fundadoras da Fresh TV, um estúdio de produção sediado em Toronto especializado em projetos de televisão voltados para o público infanto-juvenil. Ela começou sua carreira como redatora da Nelvana, antes de ir para a Fresh TV. Ela co-criou e foi produtora executiva de6teen, Stoked, Total Drama Island, Total Drama Action eTotal Drama World Tour.

## Prêmios
Em 2007, 6teen recebeu o "Prêmio de Excelência, Animação" da Alliance for Children and Television para programação infantil na faixa dos 9 aos 14 anos.  Ela recebeu uma indicação ao Emmy por escrever sobre a premiada série Rolie Polie Olie, e uma indicação ao Gemini Award de melhor programa ou série de animação por Total Drama Island.